# Hans-Joachim Hallier
Hans-Joachim Hallier (* 25. April 1930 in Offenbach am Main; † 12. Juni 2020 in Rheinbreitbach) war ein deutscher Diplomat.

## Leben
Hallier studierte nach seinem Abitur am Frankfurter Lessing-Gymnasium Rechtswissenschaften an der Johann Wolfgang Goethe-Universität Frankfurt am Main und der Ruprecht-Karls-Universität Heidelberg. Er trat in den Auswärtigen Dienst in Bonn ein. Hallier war 1960/61 Attaché bei der deutschen NATO-Delegation in Paris. Nach Auslandsposten in Jakarta (1962–1966) und Tokio (1966–1969) war er von 1970 bis 1974 Direktor im Auswärtigen Amt und Leiter der Zentralabteilung von 1983 bis 1986.
Hallier war deutscher Botschafter in Malaysia (1974–1976), Indonesien (1980–1983), Japan (1986–1989) und am Heiligen Stuhl (1990–1995).
Er war seit 1966 verheiratet mit Almuth H. Frantz; aus der Ehe gingen zwei Kinder hervor. Er lebte in Rheinbreitbach (Ortsteil Breite Heide) und wurde auf dem dortigen Waldfriedhof beigesetzt.

## Auszeichnungen
- 1973: Großes Goldenes Ehrenzeichen für Verdienste um die Republik Österreich[4]
- 1990: Bundesverdienstkreuz 1. Klasse
- 1993: Großkreuz des Päpstlichen Piusordens[5]

## Schriften
- Internationale Gerichte und Schiedsgerichte. Verträge, Satzungen, Verfahrensordnungen. Heymann 1961
- Völkerrechtliche Schiedsinstanzen für Einzelpersonen und ihr Verhältnis zur innerstaatlichen Gerichtsbarkeit. Heymann 1962
- Zwischen Fernost und Vatikan. Lebensbericht aus sechs Jahrzehnten. EOS, St. Ottilien 1999, ISBN 3-88096-135-2
- Das Dorf. Eine mecklenburgische Chronik. Mönchhagen. Altstadt-Verlag, Rostock 2001, ISBN 3-930845-71-7